# Труди (Верховський район)
Труди (рос. Труды) — присілок у Верховському районі Орловської області Російської Федерації.
Населення становить 34 особи. Входить до муніципального утворення Галичинське сільське поселення.

## Історія
Населений пункт розташований у межах Чорнозем'я. 30 липня 1928 року у складі Орловського округу Центрально-Чорноземної області, 13 червня 1934 року після ліквідації Центрально-Чорноземної області населений пункт увійшов до складу новоствореної Курської області.
З 27 вересня 1937 року район у складі новоствореної Орловської області.
Від 2013 року входить до муніципального утворення Галичинське сільське поселення.

## Населення
| 1859 | 1915 | 2010 |
| ---- | ---- | ---- |
| 61   | ↗83  | ↘34  |